# Carmichaelia virgata
Carmichaelia virgata là một loài thực vật có hoa trong họ Đậu. Loài này được Kirk miêu tả khoa học đầu tiên.